# Bagnac-sur-Célé
Bagnac-sur-Célé è un comune francese di 1 618 abitanti situato nel dipartimento del Lot nella regione dell'Occitania.

## Società

### Evoluzione demografica
Abitanti censiti